# Ylva Trollstierna
Ylva Faith Kettysdotter Trollstierna, (Ylva Frideborg Kettysdotter Edlund) född 19 december 1959 i Boden,   är en svensk författare och påstådd sierska med tarot som specialitet. Hon hette tidigare Ylva Trollsveden.

## Tarot
1993 var Trollstierna med och startade Svenska Tarotförbundet med auktorisering av Tarottolkare som idag är Tarotakademin med certifiering av Tarottolkare. Hon har skapat 3 Tarotlekar Crystal Wolf Tarotdeck (1997), Tarot visdomskort (2001) och Erotica Tarot (2001).

## Framträdanden i media
Nyårsafton 1994 medverkade hon i Nyårsvakan på TV4 och spådde Sveriges framtid 1995. Bland förutsägelserna kan nämnas att Sverige skulle gå in i en ökad gemenskap men att detta skulle skapa turbulens i riksdagen, arbetslösheten skulle minska och ekonomin skulle bli sämre. Sverige hade redan 1994 röstat om att gå med i EG och det var etablerat att det fanns två läger som splittrade de flesta partier i frågan, arbetslösheten förblev oförändrad under 1995 och ekonomin blev bättre både för löntagaren och för staten, speciellt i relation till övriga EG.
Den 5 april 2007 genomgick Trollstierna ett test för att vinna priset Kristallkulan. Syftet var att bevisa huruvida Trollstierna har några speciella krafter eller ej. Christer Sturmark, ordförande för Humanisterna, hade placerat 15 böcker i skolådor och hon skulle med hjälp av tarotkorten avgöra vilken bok som låg i vilken låda. Testet var ett dubbelt blindtest där Sturmark först placerade böckerna i lådorna, lådorna blandades och därefter numrerades. Resultatet blev att ingen boktitel parades ihop med rätt låda. Delar av testet direktsändes i programmet Insider.

### Fotnoter
1. ↑  Västerbottenkuriren: Intervju av Ylva Trollstierna publicerad dagarna efter nyårsskiftet 1994/1995 Arkiverad 28 september 2007 hämtat från the Wayback Machine.
2. ↑  ”Ekonomifakta: Svensk statistiksamling”. Arkiverad från originalet den 13 maj 2007. https://web.archive.org/web/20070513025751/http://www.ekonomifakta.se/sv/Fakta/Ekonomi/. Läst 11 april 2007.
3. ↑  Aschberg: Sverige vimlar av spåkärringar Arkiverad 10 april 2007 hämtat från the Wayback Machine.